# Périclès Pantazis
Périclès Pantazis (in greco Περικλής Πανταζής?; Atene, 13 marzo 1849 – Bruxelles, 25 gennaio 1884) è stato un pittore greco, legato al movimento degli impressionisti.

## Biografia
Studiò pittura alla Scuola di belle arti di Atene, dal 1864 al 1871, sotto la guida di Nikiphoros Lytras; si trasferì in seguito a Monaco di Baviera, per completare gli studi, poi a Marsiglia e infine a Parigi. Conobbe e frequentò assiduamente l'atelier di Gustave Courbet e di Antoine Chintreuil, che era un artista legato alla Scuola di Barbizon. S'interessò alle opere d'arte di Eugène Boudin e del pittore olandese Johan Barthold Jongkind, venendo così a contato con varie sfaccettature del complesso mondo dell'Impressionismo.

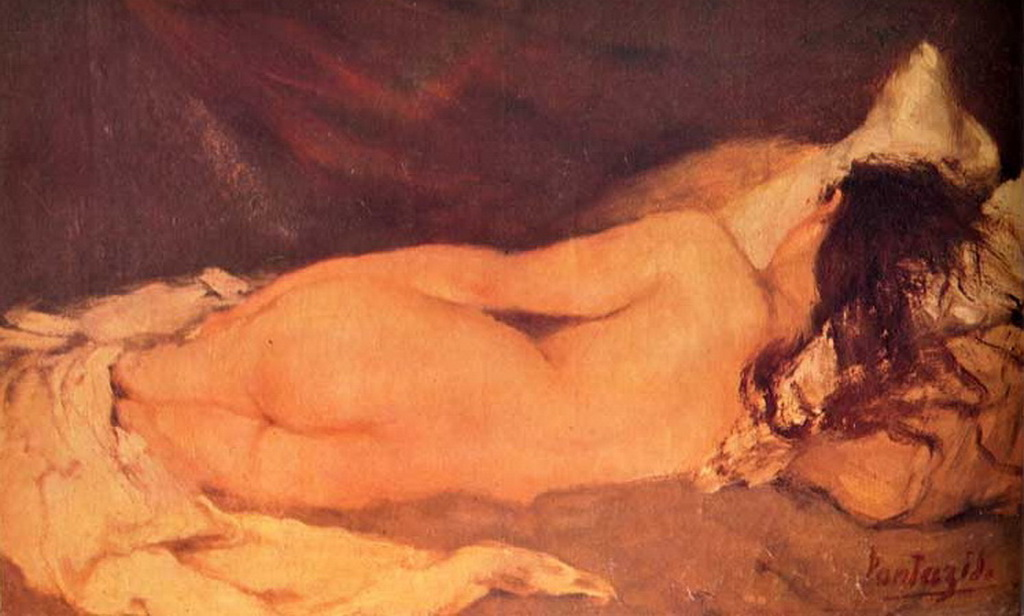
Périclès Pantazis, Nudo disteso

Nel 1873, con una lettera di presentazione di Édouard Manet, si trasferì a Bruxelles, dove entrò nella cerchia di Louis Dubois, del pittore ritrattista Édouard Joseph Alexander Agneessens e d'Hippolyte Boulenger. Un commerciante greco di vini, Jean Économou (in greco: Ιωάννη Οικονόμου), gli commissionò molti dipinti, sostenendolo economicamente. Pantazis fece parte del circolo artistico La Patte de Dindon.

In Belgio ha dipinto ritratti e nature morte, ma soprattutto paesaggi, a Nieuwpoort, nella Foresta di Soignes, nelle campagne nei pressi di Bruxelles e nei dintorni di Dinant sul fiume Mosa. Sue opere sono anche conservate alla Pinacoteca nazionale di Atene.
Nel 1875 è stato uno dei fondatori del gruppo di pittori d'avanguardia, noto come La Chrysalide, che può essere considerato il movimento precursore del gruppo di artisti detto Les XX. Coltivò una fraterna amicizia con il pittore Guillaume Vogels che per un anno lo assunse come pittore e decoratore, nella sua azienda "Peinture et Décoration". 

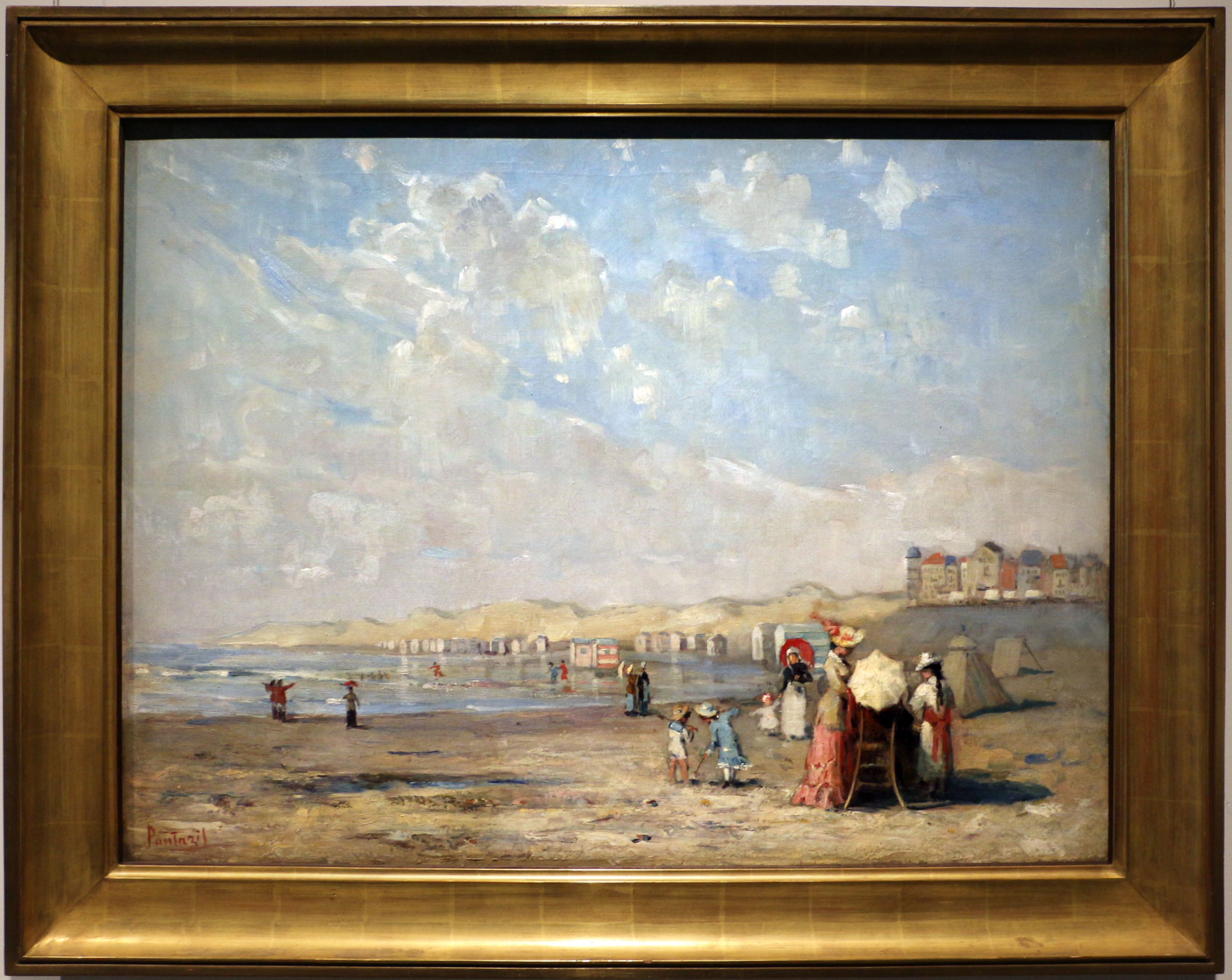
Périclès Pantazis, Spiaggia di Blankenberghe, 1870-1880 circa, Fin de Siècle Museum

Périclès Pantazis è stato anche amico dello scultore Auguste Philippette, di cui sposò la sorella. Ha rappresentato la Grecia all'Esposizione di Paris del 1878. È morto di tubercolosi, all'età di 35 anni.

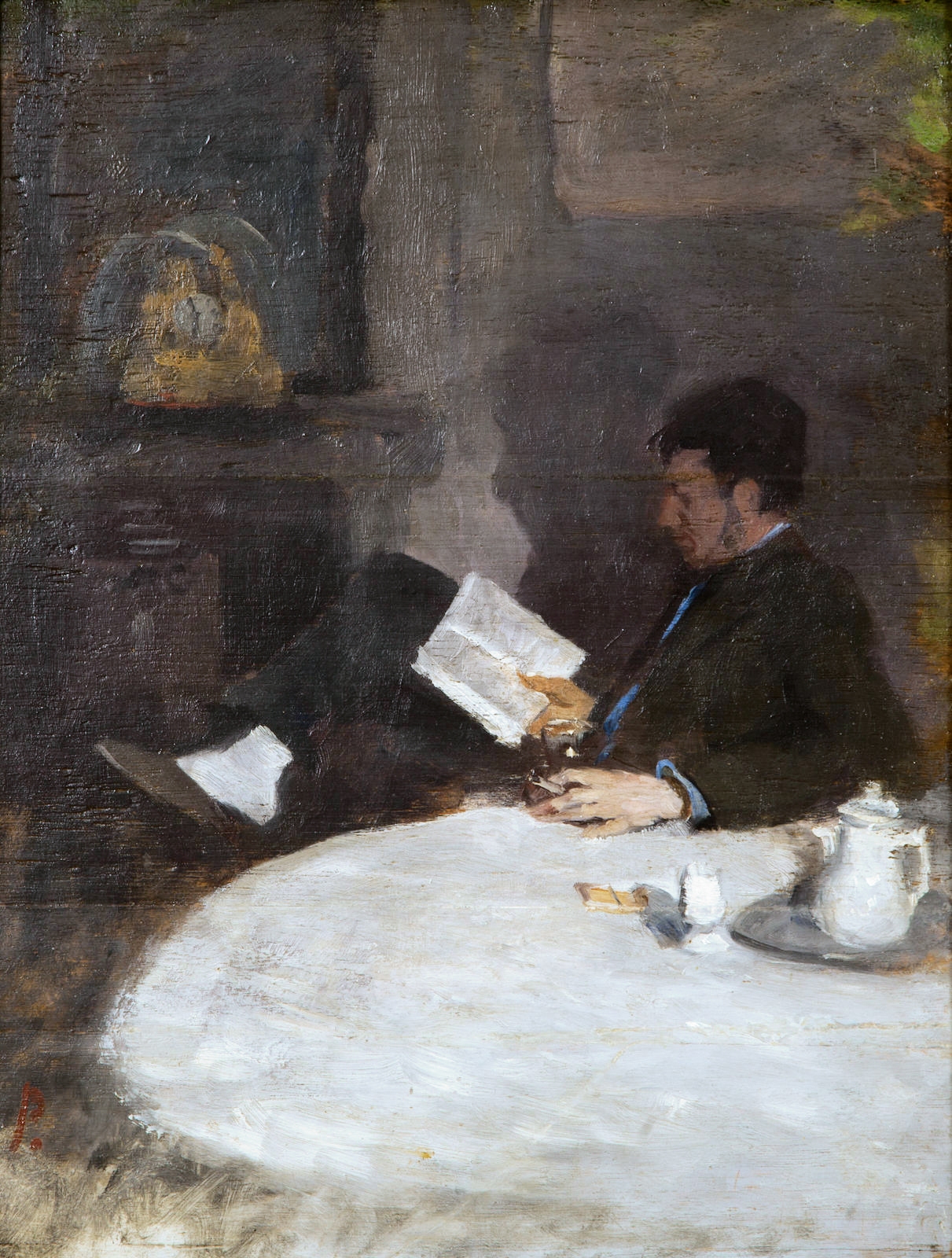
Périclès Pantazis, Ritratto del pittore Maurice Hagemans

## Dipinti di Périclès Pantazis[2]
- 1878:
- Rocce a Lesse
- Villaggio sotto la neve (valle della Mosa)
- 1880:
- Estate sul fiume
- 1881:
- Faro di Marsiglia
- Sulla spiaggia, Museo reale di belle arti di Anversa
- Piccolo mangiatore di cocomero, Averoff Gallery a Metsovo (Grecia)
- Natura morta con una donna, Averoff Gallery a Metsovo
- Paesaggio sotto la neve, Averoff Gallery a Metsovo
- Dopo l'equitazione (o La Lettera), Averoff Gallery a Metsovo
- Natura morta con frutta (o Mele e pere), Averoff Gallery a Metsovo
- Preparazioni per il festino, Averoff Gallery a Metsovo
- Sul bordo del mare, Averoff Gallery a Metsovo
- Sbocco dell'Escaut, Averoff Gallery a Metsovo
- Cattiva ricetta